# Sveio (localitate)
Sveio este o localitate din comuna Sveio, provincia Hordaland, Norvegia, cu o suprafață de 0,88 km² și o populație de 1.336 locuitori (2013).